# Dylan Coghlan
Dylan Coghlan (né le 19 février 1998 à Duncan dans la province de la Colombie-Britannique au Canada) est un joueur professionnel canadien de hockey sur glace. Il évolue au poste de défenseur. 

## Biographie

### Carrière en club
Après avoir pris part au premier camp de développement et camp d'entraînement des Golden Knights de Vegas, il signe un contrat d'entrée de 3 ans avec l'équipe en tant qu'agent libre non repêché, le 20 septembre 2017.
Le 10 mars 2021, il marque son premier but et obtient son premier tour du chapeau en carrière dans la LNH face au Wild du Minnesota. Il devient le 3e défenseur dans l'histoire de la LNH à inscrire ses 3 premiers buts dans le même match. Il devient également la première recrue et le premier défenseur à enregistrer un tour du chapeau dans l'histoire des Golden Knights.
Le 13 juillet 2022, il est échangé aux Hurricanes de la Caroline avec Max Pacioretty en retour de considérations futures.

## Statistiques

### En club
| Saison     | Équipe                      | Ligue      |     | Saison régulière | Saison régulière | Saison régulière | Saison régulière | Saison régulière |   | Séries éliminatoires | Séries éliminatoires | Séries éliminatoires | Séries éliminatoires | Séries éliminatoires |
| Saison     | Équipe                      | Ligue      | PJ  | B                | A                | Pts              | Pun              | PJ               | B | A                    | Pts                  | Pun                  |                      |                      |
| 2013-2014  | Clippers de Nanaimo         | BCHL       | 2   | 0                | 0                | 0                | 0                | -                | - | -                    | -                    | -                    |                      |                      |
| 2014-2015  | Americans de Tri-City       | LHOu       | 55  | 2                | 3                | 5                | 16               | 4                | 1 | 2                    | 3                    | 4                    |                      |                      |
| 2015-2016  | Americans de Tri-City       | LHOu       | 70  | 4                | 20               | 24               | 39               | -                | - | -                    | -                    | -                    |                      |                      |
| 2016-2017  | Americans de Tri-City       | LHOu       | 71  | 15               | 38               | 53               | 26               | 4                | 0 | 1                    | 1                    | 2                    |                      |                      |
| 2017-2018  | Americans de Tri-City       | LHOu       | 69  | 17               | 46               | 63               | 65               | 14               | 3 | 11                   | 14                   | 12                   |                      |                      |
| 2018-2019  | Wolves de Chicago           | LAH        | 66  | 15               | 25               | 40               | 22               | 7                | 0 | 2                    | 2                    | 0                    |                      |                      |
| 2019-2020  | Wolves de Chicago           | LAH        | 60  | 11               | 13               | 24               | 14               | -                | - | -                    | -                    | -                    |                      |                      |
| 2020-2021  | Golden Knights de Vegas     | LNH        | 29  | 3                | 3                | 6                | 2                | -                | - | -                    | -                    | -                    |                      |                      |
| 2021-2022  | Golden Knights de Vegas     | LNH        | 59  | 3                | 10               | 13               | 18               | -                | - | -                    | -                    | -                    |                      |                      |
| 2022-2023  | Hurricanes de la Caroline   | LNH        | 17  | 0                | 3                | 3                | 2                | -                | - | -                    | -                    | -                    |                      |                      |
| 2022-2023  | Wolves de Chicago           | LAH        | 5   | 2                | 1                | 3                | 4                | -                | - | -                    | -                    | -                    |                      |                      |
| 2023-2024  | Hurricanes de la Caroline   | LNH        | 1   | 0                | 0                | 0                | 0                | -                | - | -                    | -                    | -                    |                      |                      |
| 2023-2024  | Thunderbirds de Springfield | LAH        | 61  | 16               | 25               | 41               | 40               | -                | - | -                    | -                    | -                    |                      |                      |
| Totaux LNH | Totaux LNH                  | Totaux LNH | 106 | 6                | 16               | 22               | 22               | -                | - | -                    | -                    | -                    |                      |                      |